# Namméios
Namméios est une personnalité du peuple celte des Helvètes qui en 58 av. J.-C. rencontre Jules César avec Verucloétios, pour lui demander l’autorisation de traverser la Gaule. Pour des raisons qui ne sont pas véritablement établies, les Helvètes ont décidé de s’installer à proximité de l’océan Atlantique ; cette migration est le facteur déclenchant de la guerre des Gaules.

## Protohistoire
Namméios nous est connu par une mention de Jules César dans ses Commentaires sur la Guerre des Gaules :
« César, apprenant qu'ils [Les Helvètes] se disposent à passer par notre province, part aussitôt de Rome, se rend à grandes journées dans la Gaule ultérieure et arrive à Genève. Il ordonne de lever dans toute la province le plus de soldats qu'elle peut fournir (il n'y avait qu'une légion dans la Gaule ultérieure), et fait rompre le pont de Genève. Les Helvètes, avertis de son arrivée, députent vers lui les plus nobles de leur cité, à la tête desquels étaient Namméios et Verucloétios, pour dire qu'ils avaient l'intention de traverser la province, sans y commettre le moindre dommage, n'y ayant pour eux aucun autre chemin, qu'ils le priaient d'y donner son consentement. César, se rappelant que les Helvètes avaient tué le consul L. Cassius et repoussé son armée qu'ils avaient fait passer sous le joug, ne crut pas devoir leur accorder cette demande. Il ne pensait pas que des hommes pleins d'inimitié pussent, s'ils obtenaient la permission de traverser la province, s'abstenir de violences et de désordres. Cependant, pour laisser aux troupes qu'il avait commandées le temps de se réunir, il répondit aux députés qu'il y réfléchirait, et que, s'ils voulaient connaître sa résolution, ils eussent à revenir aux ides d'avril. »
— Jules César, Commentaire sur la guerre des Gaules, livre I, chapitre VII.

## Sources
- Venceslas Kruta, Les Celtes, Histoire et Dictionnaire, Éditions Robert Laffont, coll. « Bouquins », Paris, 2000,  (ISBN 2-7028-6261-6).
- John Haywood (intr. Barry Cunliffe, trad. Colette Stévanovitch), Atlas historique des Celtes, éditions Autrement, Paris, 2002,  (ISBN 2-7467-0187-1).
- Consulter aussi la bibliographie sur les Celtes.

## Wikisource
- Wikisource – Jules César : Commentaire sur la guerre des Gaules, Livre I, chap. VII